# Stanisław Szuttenbach

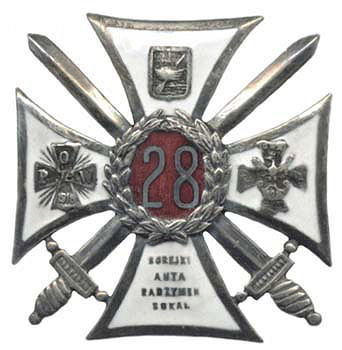
28 pułk piechoty Strzelców Kaniowskich

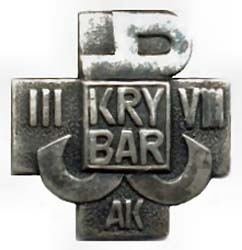
Zgrupowanie AK Krybar

Stanisław Szuttenbach ps. „Longin” (ur. 1 listopada 1901 w Łodzi, zm. 7 kwietnia 1985 tamże) – podporucznik piechoty rezerwy Wojska Polskiego, zastępca dowódcy 4. kompanii VIII Zgrupowania Armii Krajowej, wchodzącego w skład Zgrupowania „Krybar”, walczącego w powstaniu warszawskim na Powiślu.

## Życiorys
Był praprawnukiem Bernarda von (de) Schuttenbacha – XIX-wiecznego geodety, autora planu urbanistycznego miasteczka Aleksandrowa Łódzkiego. Ukończył Szkołę Powszechną oraz Szkołę Handlową Łódzkiego Towarzystwa Szerzenia Wiedzy Handlowej. W 1918 roku brał udział w rozbrajaniu żołnierzy niemieckich w Łodzi. Jako żołnierz 28 Pułku Strzelców Kaniowskich walczył w wojnie polsko-rosyjskiej (odznaczony medalem „Polska Swojemu Obrońcy”). W grudniu 1922 ukończył Szkołę Podchorążych Rezerwy Piechoty DOK IV. W latach międzywojennych pracował między innymi jako nauczyciel wychowania fizycznego i instruktor harcerstwa. Na stopień podporucznika został mianowany ze starszeństwem z 1 stycznia 1930 i 112. lokatą w korpusie oficerów rezerwy piechoty. W 1934 posiadał przydział w rezerwie do 31 Pułk Strzelców Kaniowskich w Łodzi.
Kampanię wrześniową odbył w szeregach „Armii Łódź”, jego oddział został rozbity, ocalali żołnierze pozostali za linią frontu, lecz uniknęli niewoli. Po powrocie do Łodzi, zmuszony był do wyjazdu wraz z rodziną do Generalnej Gubrenii – zamieszkał w Warszawie i Podkowie Leśnej.
Od lipca 1940 roku był żołnierzem Związku Walki Zbrojnej (członkiem grupy „Edward”), następnie Armii Krajowej. 1 lipca 1944 roku otrzymał wraz z synem Lechosławem ps. Czech przydział do VIII Zgrupowania „Krybar” Okręgu Warszawskiego AK. W powstaniu warszawskim w randze podporucznika był dowódcą 1141 plutonu oraz zastępcą dowódcy IV kompanii. W ostatnich dniach walk, uczestniczył wraz z trzema oficerami Zgrupowania „Krybar” w ukryciu w ruinach stolicy archiwum 4 kompanii. Dokumenty te, odnalezione po wojnie, przechowywane są przez Archiwum Akt Nowych w Warszawie. Po kapitulacji powstania trafił do obozów jenieckich Bergen-Belsen i Fallingbostel, zaś po ich wyzwoleniu przez wojska amerykańskie zasilił wraz z synem szeregi Polskich Sił Zbrojnych. Do Polski wrócili w sierpniu 1946 roku i ponownie zamieszkali w Łodzi.
Po wojnie Stanisław Szuttenbach prowadził aktywną działalność społeczną. W 1952 roku zorganizował Ognisko Towarzystwa Krzewienia Kultury Fizycznej, którego prezesem pozostawał przez ponad 25 lat. Był przez cztery kadencje radnym Dzielnicowej Rady Narodowej Łódź – Polesie. W uznaniu zasług na niwie sportowej i samorządowej otrzymał między innymi: Honorową Złotą Odznakę TKKF, odznakę Zasłużony dla Sportu Łódzkiego, odznakę Zasłużony Działacz Kultury Fizycznej i Honorową Odznakę Miasta Łodzi. Przez rodzinę i znajomych był czasem określany jako Staś – Fajka.
Zmarł w Łodzi 7 kwietnia 1985 roku, pochowany na Starym Cmentarzu przy ulicy Ogrodowej w Łodzi.

## Ordery i odznaczenia
- Krzyż Kawalerski Orderu Odrodzenia Polski
- Złoty Krzyż Zasługi
- Srebrny Krzyż Zasługi
- Medal Pamiątkowy za Wojnę 1918–1921 „Polska Swemu Obrońcy”